# Манзаниљо (Куба)
Манзаниљо (шп. Manzanillo) је град на Куби у покрајини Гранма. Према процени из 2011. у граду је живело 102.717 становника.

## Становништво
Према процени, у граду је 2011. живело 102.717 становника.
| 1991.   | 2011.   |
| ------- | ------- |
| 109.471 | 102.717 |